# Pietropawłowka (rejon nowousmański)
Pietropawłowka (ros. Петропавловка) – osiedle w Rosji, w obwodzie woroneskim, w rejonie nowousmańskim. W 2010 liczyło 131 mieszkańców.